# De Baby
De Baby is een documentaire van Deborah van Dam over het leven van Anneke Kohnke (1940), die als joods-Duitse baby de Tweede Wereldoorlog overleefde op een onderduikadres in Voorburg. Kohnke woont tegenwoordig in de Verenigde Staten. Wat uit de archieven opduikt, zet de gebeurtenissen van in de jaren 40 in een ander daglicht.